# (466669) 2014 WW183
(466669) 2014 WW183 es un asteroide perteneciente al cinturón de asteroides, descubierto el 30 de enero de 2011 por el equipo Spacewatch desde el Observatorio Nacional de Kitt Peak (Arizona, Estados Unidos).